# Saorla
Saorla ([sə'orlə], oficialment en francès Sahorle) és un poble del terme comunal de Vinçà, a la comarca del Conflent (Catalunya del Nord).
Està situat al sud-oest del terme municipal i de la vila de Vinçà. Actualment resta pràcticament unit a Vinçà per un contínuum d'urbanitzacions que hi ha entremig de les dues poblacions.
El poble antic està arraïmat en un turonet al voltant de l'església parroquial de Santa Maria Magdalena de Saorla, un edifici del segle xvi documentat des del 1600. És una petita església d'una sola nau, amb un senzill campanar d'espadanya.

## Etimologia
Segons Coromines, el topònim Saorla i el proper de Saorra, prové d'un diminutiu, sabǔrrǔla, diminutiu de sabǔla, forma paral·lela i amb el mateix significat de sabǔrra (sorra). Descarta, d'altra banda, un possible origen en sa orla, així com un origen preindoeuropeu, que també explica.

## Història
El poble de Saorla és esmentat des del 950, en un esment d'un alou de Sant Martí del Canigó a Saorla. L'any 1067 apareix lligat a Arnau Bernat de Fullà, i posteriorment és unit a la baronia i vescomtat de Jóc fins a la Revolució Francesa.
Fou una universitat de l'Antic Règim, ja que entre el 1790 i el 1794 fou incorporat a Vinçà.

## Demografia

### Demografia antiga
Només hi ha dades anteriors a la Revolució Francesa, atès que a partir d'ella, Saorla roman sempre unit a Vinçà.
La població està expressada en nombre de focs (f) o d'habitants (h)
| 36 f | 8 f | 7 f | 9 f | 10 f | 15 f | 109 h | 111 h | 16 f |

Notes:
1365: per a Saorla i Jóc
1774: Saorla, annex de Vinçà.